# 台灣已消失島嶼列表
本列表係指臺灣地區（台澎金馬及附屬島嶼），因為填海工程及興建港口而成為陸地或港口的一部分等原因而消失或合併之島嶼、岩礁或沿海沙洲。

## 臺灣
- 社子島：原為基隆河分流「番子溝」與大同區相隔而成的河中島。1965年4月，基隆河第一次截彎取直，將原社子島東側的後港墘地區，由基隆河西側改至東側，1970年代，為興建中山高速公路、臺北交流道，將原基隆河支流番子溝填滿，社子島因而由一座島轉為一面連著大同區的半島。
- 浮洲：於大漢溪及其支流湳仔溝之間形成之河中島，後湳仔溝因台北捷運南港線土城機廠的興建而斷流，進而使浮洲與板橋市區完全相連。
- 八斗子島：日治時期因填海造陸而與台灣本島相連，形成八斗子半島，為天然良港。
- 中山仔嶼、桶盤嶼：隔八尺門水道並以和平橋與基隆市中正區正濱里相連，島上有荷西時期的聖薩爾瓦多城遺址，中山仔嶼以「千疊敷」海蝕平台地形聞名，桶盤嶼則以海堤與和平島相連，設有基隆港船舶管制中心。原桶盤嶼、中山仔嶼因填海造陸，已併入和平島。
- 鱟公嶼、鱟母嶼：原位於基隆港內港，鱟公嶼於1906年基隆築港第二期工程中挖除、鱟母嶼則因填海造陸成為基隆市區之一部分。
- 龜卵島：原為龜山島的附屬島嶼。於1943年間夜晚的一聲巨響後消失，推測為二戰期間被美軍的水雷擊中。
- 海岸山脈：本為台灣島東南方的火山島，五十萬年前隨地形運動併入台灣島。

## 澎湖群島
- 測天島：因填海造陸，已併入澎湖本島。
- 尖嶼：因講美漁港修築防波堤，將尖嶼和白沙島連結。
- 寶天嶼：位於湖西鄉紅羅村。現以土堤連接併入澎湖本島。

## 馬祖列島
- 中柱島：因填堤造橋併入東引島。